# Regent (Stadt)
Regent (englisch Regent (Village)) ist eine Stadt in Sierra Leone. Sie befindet sich im Distrikt Western Area Rural etwa zehn Kilometer östlich der Hauptstadt Freetown.
Bürgermeister ist seit 29. Juni 2013 John R. Benjamin.

## Geschichte

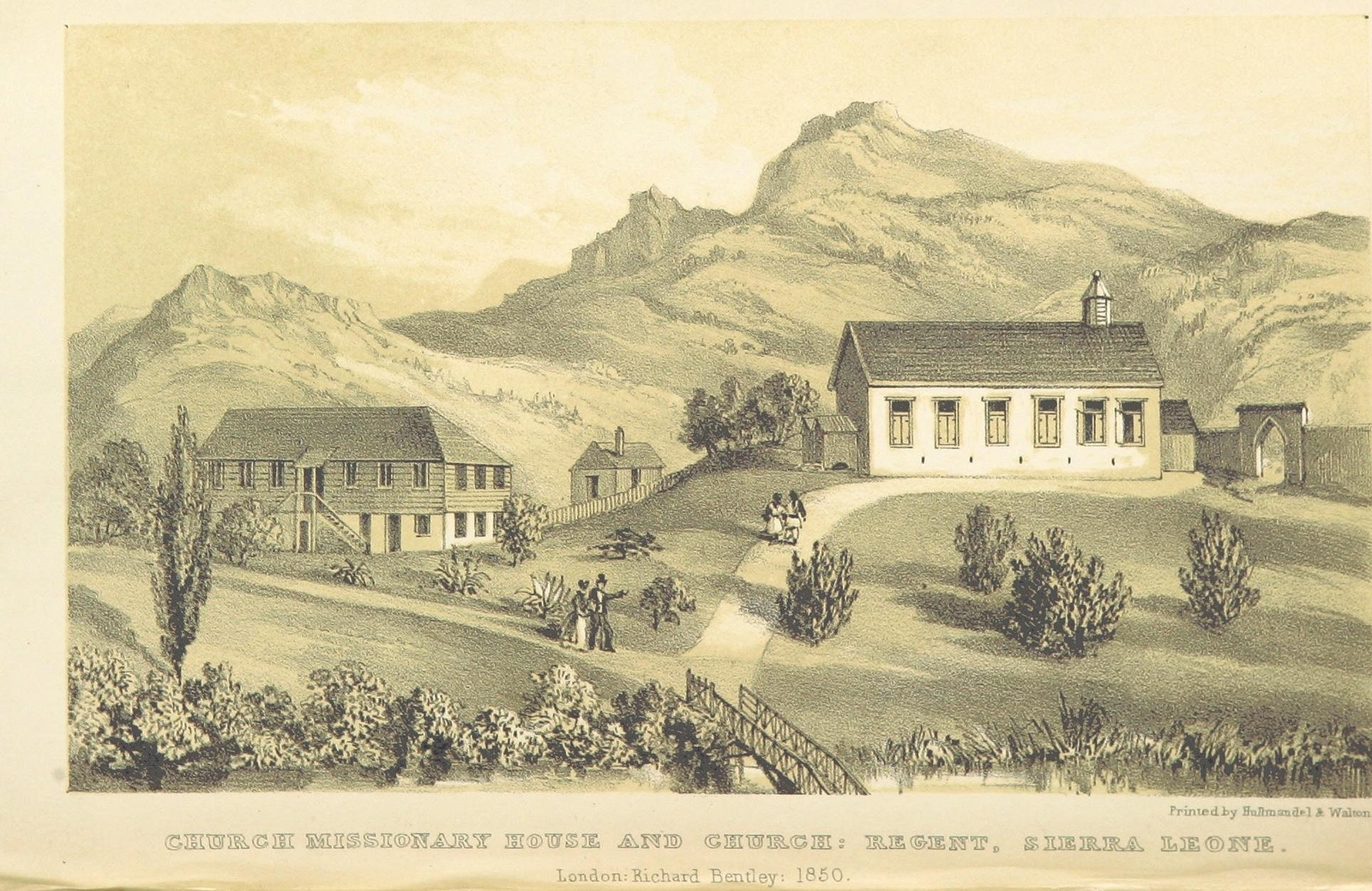
Kirche und Missionsstation (1850)

Regent wurde 1812 von christlichen Missionaren der Christian Missionariy Society gegründet. Der Ort diente befreiten Sklaven aus Nova Scotia im heutigen Kanada als erste Anlaufstelle nach Ankunft in Sierra Leone. Regent erhielt seinen Namen von Charles MacCarthy (1764–1824). Zuvor war es unter dem Namen Hog Brook (deutsch etwa Schweine-Bach) bekannt.

### Unwetter 2017
Am 14. August 2017 kam es nach Regenfällen zu einem Bergrutsch, der mindestens 1100 Tote forderte.

## Bevölkerung
Der Ort wird vor allem von Krios, Mende, Temne und Loko bewohnt.
Bei der Gründung 1812 lebten bereits mehr als 2000 befreite Sklaven in Regent.

## Infrastruktur

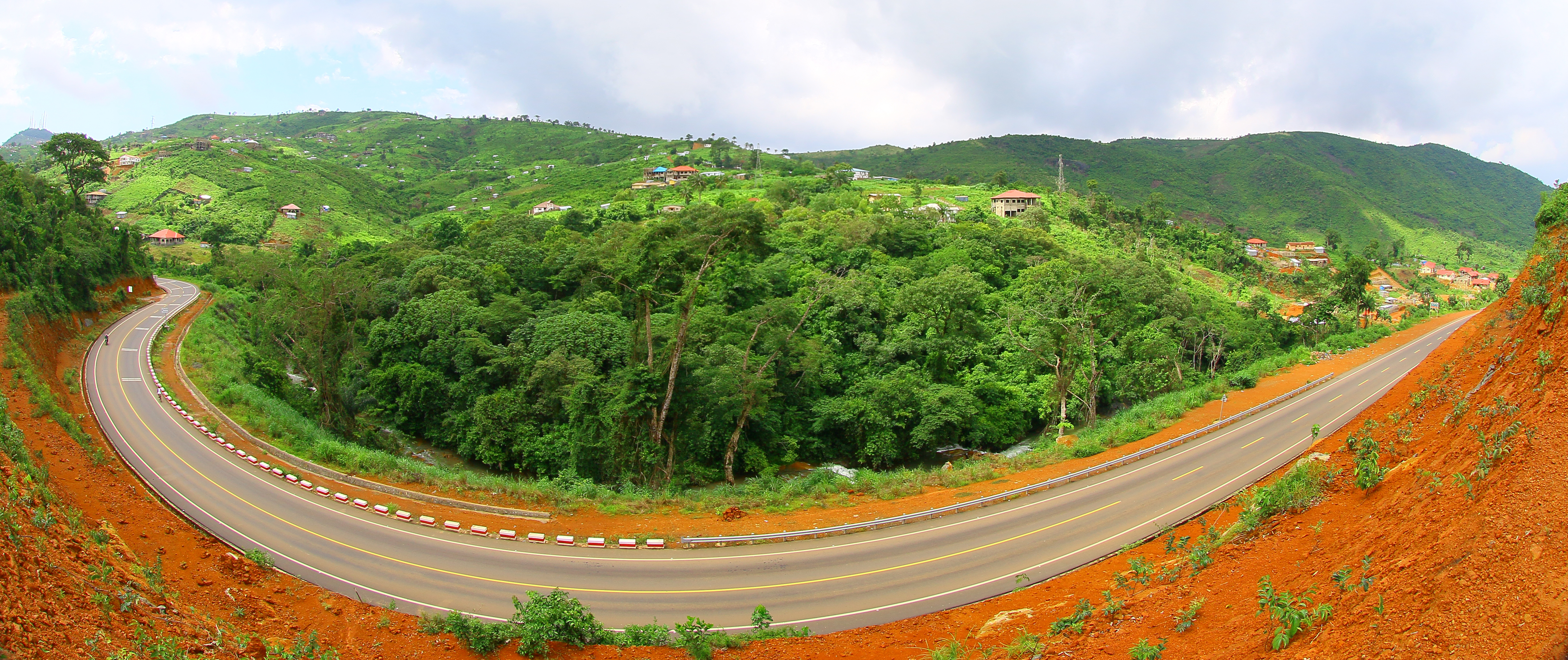
Fernstraße in Regent (2015)

Regent verfügt seit Anfang 2014 über eine asphaltierte Straßenverbindung nach Freetown.
Mit der Sanu-Gedenkschule aus dem Jahr 1912 befindet sich die erste Schule Sierra Leones in Regent. Sie wurde von John Randal gegründet.
Regent verfügt mit dem Regent Community Health Center über eine Gesundheitseinrichtung.
Mit der St. Charles’ Kirche befindet sich die älteste Kirche des Landes und das drittälteste Kirchengebäude Afrikas in Regent. Diese und der umgebende Kings Yard sind ein Nationales Denkmal.

## Söhne und Töchter der Stadt
- Solomon Pratt (1921–2017), Schriftsteller